# Transvision Vamp
Transvision Vamp és un grup de power pop i rock alternatiu anglès, que va assolir l'èxit a finals de la dècada del 1980, particularment el 1989. Formata al districte londinec de Putney el 1986 per Nick Christian Sayer i Wendy James. La cantant principal  va atreure l'atenció dels mitjans amb la seva imatge sexualment carregada i rebel. La banda va tenir 10 èxits a les llistes del Regne Unit i també va gaudir d'un èxit considerable a Austràlia. El principal senzill va ser "Baby I Don't Care" del 1989, que va arribar al número tres de les llistes del Regne Unit i Austràlia.
Aquest grup ha format part del gènere "blonde pop" o "blond wave" que es caracteritzava per comptar amb una solista femenina, generalment rossa, acompanyada per músics homes vestits amb indumentària negra i típicament rockera.

## Carrera
Transvision Vamp neix el 1986 quan Nick Christian Sayer (guitarrista i compositor) coneix a la cantant Wendy James, i li proposa interpretar les cançons que ell ha compost. Sayer originalment formava part d'una banda punk dels primers temps formada el 1977 i amb seu a Bexhill-on-Sea anomenada The Plastics, més tard Plastix. Quan The Plastix es va dissoldre, Nick i el bateria Mark Storr Hoggins es van unir a la banda de Brighton Midnight and the Lemon Boys, que van fer de teloners d'U2 en la seva primera gira pel Regne Unit el 1979. La formació inicial s'acaba completant amb Anthony Doughty (Tex Axile) al teclat, el baixista Dave Parsons i el bateria Pol Burton. Tant Axile com Parsons provenien de grups de punk: el primer, en particular, de The Moors Murderers i X-Ray Spex; i el segon, de The Partisans.
Transvision Vamp va signar amb la discogràfica MCA el desembre de 1986 i el primer senzill del grup, "Revolution Baby", es va publicar l'any següent. Es va estancar al número 77 al Regne Unit el setembre de 1987. Una versió de la cançó de Holly and the Italians, "Tell That Girl to Shut Up", es va publicar com a segon senzill el març de 1988, arribant al lloc 45è a la llista de senzills del Regne Unit. Aquest senzill es va convertir en l'única entrada del grup a les llistes d'èxits Billboard Hot 100 dels Estats Units, on va arribar al número 87.
El tercer senzill del grup, "I Want Your Love", amb el seu atractiu crossover pop/punk, es va convertir en el seu primer gran èxit, encapçalant la llista de senzills a Noruega i arribant al top 10 al Regne Unit, Irlanda, Austràlia, Nova Zelanda, Suècia, i Suïssa. El següent senzill va ser un rellançament de "Revolution Baby", que va pujar fins al lloc 30 al Regne Unit, al 17 a Irlanda, al 24 a Austràlia i Nova Zelanda. El quart senzill, "Sister Moon", va quedar per poc fora del top 40 del Regne Unit, al número 41.
A l'octubre de 1988, el grup va publicar el seu àlbum de debut, Pop Art. Va ser un gran èxit al Regne Unit, on va romandre a la llista d'àlbums durant 32 setmanes, arribant al número 4. L'àlbum va aconseguir un nivell d'èxit similar a Austràlia, on va ser certificat com a platí, i es va situar en el lloc 25è d'àlbums més venuts del 1989. L'àlbum també va tenir una bona acollida a Suïssa (lloc 20è) i Suècia (lloc 25è).
El 1989 va resultar ser l'any més reeixit de Transvision Vamp, amb el llançament del senzill "Baby I Don't Care", que va arribar al número tres tant al Regne Unit com a Austràlia, convertint-se en el senzill més exitós del grup en ambdós països. A Austràlia, la cançó va passar 20 setmanes al top 50. El seu segon àlbum, Velveteen, es va publicar poc després, debutant al capdamunt de la llista d'àlbums del Regne Unit i romanent-hi durant 26 setmanes. Velveteen també va arribar al segon lloc de la llista d'àlbums australiana, quedant-se 25 setmanes al top 100, convertint-se en el 39è àlbum més venut de l'any. Velveteen també va ser un èxit significatiu a Nova Zelanda (arribant al lloc 12è) i a diferents estats europeus, com ara Suïssa, Alemanya i Noruega, on va entrar al top 20. Els altres senzills extrets de Velveteen: "The Only One", "Landslide of Love" i "Born to Be Sold", van arribar al top 30 del Regne Unit, i al top 20 d'Irlanda.
El juny de 1991, MCA es va negar a publicar el tercer àlbum de Transvision Vamp, Little Magnets Versus the Bubble of Babble, al Regne Unit, ja que, segons sembla, no li agradava la direcció de la música i després que els dos senzills publicats de l'àlbum no arribessin tan amunt com els senzills anteriors a les llistes del Regne Unit. L'àlbum, però, es va publicar a Nova Zelanda, on va arribar al lloc 14, i a Austràlia, on va arribar al lloc 25 i va passar tres mesos a la llista dels 100 millors àlbums de l'ARIA. També es va publicar a Suècia i va arribar al lloc 27. El primer senzill de l'àlbum, "(I Just Wanna) B with U", va arribar al lloc 16 a Austràlia, i al lloc 30 al Regne Unit, entrant també al top 30 irlandès. El segon senzill publicat de l'àlbum, "If Looks Could Kill", va entrar al top 40 a Nova Zelanda i va perdre per poc el top 40 del Regne Unit amb el lloc 41; convertint-se en l'últim senzill publicat pel grup. Es va planejar un tercer senzill de l'àlbum, "Twangy Wigout", i es van editar còpies promocionals, però el segell discogràfic el va arxivar després de disputes. Del tercer àlbum, Wendy James va declarar: "va sortir a Amèrica. Però després vam decidir separar-nos, i durant aquest temps el segell discogràfic anglès va dir que no estaven convençuts d'aquest disc, que esperarem i veurem com funciona en altres països primer. Quan estaven a punt de publicar-lo, ja havíem decidit separar-nos, i per això mai va sortir".
El grup es va dissoldre oficialment el febrer de 1992 després d'un comunicat d'MCA. Però Wendy James va iniciar la seva carrera en solitari el 1993 amb l'àlbum Now Ain't the Time for Your Tears, escrit per Elvis Costello.

## Postseparació i reaparició
Anthony Doughty (Tex Axile) es va unir a una banda anomenada Max, amb Matthew Ashman, Kevin Mooney, John Reynolds i John Keogh, en la qual tocava els teclats. Van publicar un àlbum produït per Trevor Horn el 1992 anomenat Silence Running. John Keogh va morir poc després de la publicació i Matthew Ashman un parell d'anys després. Doughty continua publicant àlbums en solitari amb el seu propi segell. Mentrestant, Dave Parsons es va unir al grup britànic de post-grunge Bush, que aconseguiria èxit comercial a la dècada de 1990.
Wendy James va iniciar una carrera en solitari, primer amb una col·laboració amb el seu àlbum de 1993 Now Ain't the Time for Your Tears (escrit per Elvis Costello), que va arribar al lloc 43 de la llista d'àlbums del Regne Unit. El senzill principal, "The Nameless One", va arribar fins al lloc 34 de la llista de senzills del Regne Unit, mentre que el segon senzill, "London's Brilliant", va arribar al lloc 62. I el tercer senzill, "Do You Know What I'm Saying?", va arribar al lloc 78 al Regne Unit. MCA i Wendy James es van separar a l'agost d'aquell mateix any. El 2004, James va formar una banda anomenada Racine, amb la qual va publicar dos àlbums. Un senzill, "Grease Monkey", va arribar al lloc 114 al Regne Unit a l'abril de 2005. Racine es va dissoldre i va tancar el seu lloc web oficial el desembre de 2008.
El juliol de 2025, Wendy James va anunciar que havia reformat Transvision Vamp amb una nova formació, que incloïa el retorn de Dave Parsons i dos nous membres: Alex Ward a la guitarra, col·laborador de Thurston Moore, i James Sclavunos, bateria de Nick Cave and the Bad Seeds.

## Membres
Actuals
- Wendy James – veu principal (1986–1991, 2025–avui dia)
- Dave Parsons – baix, cors (1986–1991, 2025–avui dia)
- Alex Ward – guitarra, cors (2025–avui dia)
- James Sclavunos – bateria (2025–avui dia)

Antics
- Nick Christian Sayer – guitarra, cors (1986–1991)
- Tex Axile – teclats, seqüenciador, bateria, guitarra, cors (1986–1991)
- Pol Burton – bateria (1986–1989)
- James "Jazz" Piper – guitarra, cors (1989–1991)
- Martin "Mallet" Hallett – bateria, cors (1989–1991)

## Discografia
Àlbums d'estudi
| • Pop Art (1988) |
| --- |
| (MCA Records) 1. Trash City 2. I Want Your Love 3. Sister Moon 4. Psychosonic Cindy 5. Revolution Baby 6. Tell That Girl to Shut Up 7. Wild Star 8. Hanging Out with Halo Jones 9. Andy Warhol's Dead 10. Sex Kick |

| • Velveteen (1989) |
| --- |
| (MCA Records) 1. Baby I Don't Care 2. The Only One 3. Landslide of Love 4. Falling for a Goldmine 5. Down on You 6. Song to the Stars 7. Kiss Their Sons 8. Born to Be Sold 9. Pay the Ghosts 10. Bad Valentine 11. Velveteen |

| • Little Magnets Versus the Bubble of Babble (1991) |
| --- |
| (MCA Records) 1. (I Just Wanna) B with U 2. Ain't No Rules 3. If Looks Could Kill 4. Every Little Thing 5. Twangy Wigout 6. Don't Believe the Type 7. Pressure Times 8. Crawl Out Your Window 9. You Put a Spell on Me 10. Back on My Knees Again |

Senzills
- "Revolution Baby" (1987)
- "Tell That Girl to Shut Up" (1988) [UK #45, US #87, AUS #44]
- "I Want Your Love" (1988) [UK #5, AUS #7, SA #1]
- "Revolution Baby" (re-issue) (1988) [UK #30, AUS #22]
- "Sister Moon" (1988) [UK #41, AUS #91]
- "Baby I Don't Care" (1989) [UK #3, AUS #3]
- "The Only One" (1989) [UK #15, AUS #30]
- "Landslide of Love" (1989) [UK #14, AUS #65]
- "Born to Be Sold" (1989) [UK #22, AUS #97]
- "Child of the Age" (1989) Exclusive track on free Record Mirror 7" single.[21]
- "(I Just Wanna) B with U" (1991) [UK #30, AUS #16]
- "If Looks Could Kill" (1991) [UK #41, AUS #51][22][22]

Recopilatoris
| • The Complete 12″ers Collection Vol. 1 (1990) |
| --- |
| (MCA Records) 1. Revolution Baby 2. Vid Kid Vamp 3. Tell That Girl to Shut Up (Extended Mix) 4. Tell That Girl to Shut Up (Knuckle Duster Mix) 5. God Save the Royalties 6. I Want Your Love" (I Don't Want Your Money Mix) 7. Sweet Thing 8. Evolution Evie" (Electric Version) 9. Honey Honey 10. Long Lonely Weekend 11. Sister Moon (Groove On) 12. Walk On By 13. Sex Kick (Ciao Portobello) 14. Oh Yeah |

| • Mixes (1992) |
| --- |
| (MCA Records) 1. Baby I Don't Care (Abigail's Party Mix) 2. The Only One (Extended Mix) 3. Landslide of Love (Extended Version) 4. Born to Be Sold (7" Version) 5. (I Just Wanna) B with U (The Nightripper Mix) 6. If Looks Could Kill (Voodoo Hipster Mix) 7. Twangy Wigout (Extended Version) 8. (I Just Wanna) B with U (Alternative Single Mix) 9. (I Just Wanna) B with U (Alternative 12" Mix) 10. (I Just Wanna) B with U (Club Mix) 11. (I Just Wanna) B with U (Dub Mix) |

| • Kiss Their Sons (1998) |
| --- |
| (Universal) 1. I Want Your Love # Revolution Baby # Baby I Don't Care # Tell That Girl To Shut Up # The Only One # Born To Be Sold # (I Just Wanna) B With U # If Looks Could Kill # Ain't No Rules # Sister Moon # Landslide Of Love # Every Little Thing # Kiss Their Sons # Velveteen # Bad Valentine # I Want Your Love (I Don't Want Your Money Mix) # Revolution Baby (Electra-glide Mix) # Baby I Don't Care (Abigail's Party Mix) # Tell That Girl To Shut Up (Knuckle Duster Mix) # Sister Moon (Groove On) # (I Just Wanna) B With U (The Nightripper Mix) # If Looks Could Kill (Voodoo Hipster Mix) # The Only One (Extended Mix) # W11 Blues # Evolution Evie (Electric Version) # Sweet Thing # God Save The Royalties |

| • Baby I Don't Care (2002) |
| --- |
| (Spectrum Music) 1. I Want Your Love 2. Baby I Don't Care 3. Tell That Girl to Shut Up 4. Revolution Baby 5. Sister Moon 6. (I Just Wanna) B with U 7. The Only One 8. Landslide of Love 9. If Looks Could Kill 10. Kiss Their Sons 11. Every Little Thing 12. Bad Valentine 13. Velveteen 14. Born to Be Sold 15. Revolution Baby (Electra-glide Mix) 16. Tell That Girl to Shut Up 17. Baby I Don't Care (Abigail's Party Mix) |

| • The 12" Singles (maig 2022) |
| --- |
| (Universal Music Catalogue) 1. Sex Kick (Ciao Portobello) # (I Just Wanna) Be With U (The Nightripper Mix) # If I Could Kill (Go Mad In E. 3 Mix) # Twangy Wigout (12" Mix) # (I Just Wanna) Be With U (Sunsonic Edit) # If I Could Kill (Voodoo Hipster Mix) # Twangy Wigout (Extended Version) # (I Just Wanna) Be With U (Alternative 12" Mix) # If Looks Could Kill (12" Remix) # (I Just Wanna) Be With U (Club Mix) # If Looks Could Kill (12" Remix / Instrumental) # (I Just Wanna) Be With U (Dub Mix) |